# مجزرة عائلة أبو وردة (24 أكتوبر 2023)
مجزرة عائلة أبو وردة (24 أكتوبر 2023) هي مجزرةٌ ارتكبها سلاح الجوّ الإسرائيلي حينما أغارَ على منازل المدنيين في قرية النزلة الواقعة في جباليا شمال مدينة غزة من ظهر يوم الثلاثاء في الرابع والعشرين من أكتوبر 2023. هذه المجزرة من ضمن عدة مجازر وقعت خلال عملية طوفان الأقصى. تسبّبت هذه المجزرة الإسرائيليّة والتي استهدفت منطقة حيوية في استشهاد 23 شخصاً من عائلة أبو وردة و 10 أشخاص من عائلة المقيد وخضر كانت نازحة في بيت ناصر محمد ابو وردة .

## المجزرة
في ساعات الظهر الأولى من يوم الثلاثاء الموافق 24 أكتوبر 2023، وبالتزامن مع القصف الإسرائيلي المتواصل على كافة مناطق القطاع أغارت طائرات الإحتلال الإسرائيلي على منزلين لعائلة أبو وردة في النزلة (جباليا) من دون أي تحذير أو إبلاغ، وتعرضت المنازل لسلسة من الغارات الجوية. تمكنت سيارات الإسعاف من انتشال جثامين 23 مواطناً من عائلة واحدة بالاضافة الى ١٠ جثامين من عائلات اخرى كانت نازحة في احدي هذة البيوت ، عدا عن الجرحى والمصابين.

## خلفية الحدث
في ساعاتِ الصباح الأولى من يوم السابع من أكتوبر 2023 أطلقت حركة المقاومة الإسلامية حماس عبر ذراعها العسكري كتائب الشهيد عز الدين القسام عملية طوفان الأقصى وذلك ردًا على الاعتداءات الإسرائيلية وتدنيس الأقصى والاستمرار في الاستيطان كما أكّد على ذلك محمد الضيف القائد العام للقسّام والذي أعطى إشارة انطلاق العمليّة التي شهدت اقتحامًا من المقاومين لمستوطنات غلاف غزة ونجحوا في قتلِ عدد كبيرٍ من الجنود الإسرائيلين وأسر عشرات آخرين كما استطاعوا خلال ساعات قطع عشرات الكيلومترات ووصلوا لمستوطنات أبعد من تلك المحيطة والقريبة من قطاع غزة.
استمرَّت الاشتباكات بين الجيش الإسرائيلي وبين المقاومين في عديد من المستوطنات وعلى رأسها مستوطنة سديروت. الرد الإسرائيلي على هذه العمليّة جاء من خلال شنّ سلاح الجو الإسرائيلي عشرات الغارات العشوائيّة على القطاع متسبّبة في مقتل عشرات المدنيين وتدمير البنية التحتية لمدن القطاع، ليصل حد فرض إغلاق شامل وقطع متعمد لكل الخدمات من ماء وكهرباء وغاز وهو ما هدَّد حياة أكثر من مليونَي فلسطيني يعيشُ داخل القطاع الذي يُعاني أصلًا من تبعات الحصار الخانق عليهم منذ ستة عشر عاماً.

## الضحايا
1. وسام احمد أبو وردة
2. كرم وسام أبو وردة
3. ايمن وسام أبو وردة
4. جمعة محمد أبو وردة
5. احمد محمد أبو وردة
6. صالح محمد أبو وردة
7. زياد سعدي احمد أبو وردة
8. صافيناز محمد حميد أبو وردة
9. محمد علاء أبو وردة
10. امال محمد أبو وردة
11. بسمة رمضان أبو وردة
12. محمود محمد ياسر أبو وردة
13. مدلين محمود أبو وردة
14. ديما بشير أبو وردة
15. فاروق محمد فاروق أبو وردة
16. ناصر محمد أبو وردة
17. احمد ناصر محمد أبو وردة
18. سما ناصر محمد أبو وردة
19. جنى ناصر محمد أبو وردة
20. هيا ناصر محمد أبو وردة
21. نسرين خضر أبو وردة
22. رجاء عطا أبو وردة
23. سارة رعد بشير أبو وردة

نازحين في بيت ناصر محمد ابو وردة
1. زياد محمد المقيد
2. ريهام شحدة فارس خضر
3. محمد زياد محمد المقيد
4. مريم زياد محمد المقيد
5. كريم زياد محمد المقيد
6. ايمان رباح حجازي
7. عبد الرحمن محمد شحدة خضر
8. جود محمد شحدة خضر
9. عهد محمد شحدة خضر
10. ديما مروان اسماعيل خضر